# Tricholoma bubalinum
Tricholoma bubalinum är en svampart som först beskrevs av G. Stev., och fick sitt nu gällande namn av E. Horak 1971. Tricholoma bubalinum ingår i släktet musseroner och familjen Tricholomataceae.   Inga underarter finns listade i Catalogue of Life.